# Петропавловская церковь (Кемери)
Петропавловская церковь (Кемери) — деревянный православный храм в местечке Кеммерн (ныне Кемери). Был торжественно заложен 9 июля 1892 года и освящён 4 июля 1893 года Высокопреосвященным Арсением во имя святых первоверховных апостолов Петра и Павла.

## История
В Кеммерне долгое время не было ни православного храма, ни даже часовни. Только во второй половине XIX столетия (в 1873 году), когда сюда стали приезжать православные из внутренних губерний России, здесь, при водолечебном заведении, с благословения Преосвященного Вениамина (по его резолюции за № 985 от 28 июня 1873 года), был устроен храм во имя святых апостолов Петра и Павла — в здании, известном под именем «казённого дома», в верхнем этаже его на собранную для этого приезжими русскими сумму. Освящён храм был 1 июля 1873 года Замковским протоиереем, так как он был приписан к Рижской Замковской Успенской церкви. Богослужения во время летних сезонов с тех пор в нём стал совершать причт той же церкви (по указу Рижской Духовной Консистории от 7 сентября 1873 года за № 3600, последовавшему по поводу отношения Господина Прибалтийского Генерал-Губернатора от 31 июля 1873 года). Будучи не вместительной (всего на 30 человек), Кеммернская домовая церковь имела неблаговидность помещения и много значительных неудобств, на которые неоднократно обращал внимание Высокопреосвященного Арсения, священник Кеммернской церкви — А. Агрономов, законоучитель Рижской Николаевской гимназии. С возрастанием приезжего русского населения теснота и неудобство храма сделались особенно ощутительными и вызвали мысль об устройстве нового, отдельного храма в Кеммерне. Немало препятствий пришлось преодолеть Епархиальному Начальству при осуществлении этой мысли. Неудобство старой церкви, нужда в новом храме, затруднения при устройстве его прекрасно изображены в слове Высокопреосвященного Арсения, сказанном при закладке Кеммернского храма 9 июля 1892 года:

«Наконец желание наше — иметь надлежащий храм среди Кеммернского водолечебного заведения — исполняется: ныне мы приступаем к основанию такого храма. Нужда в храме здесь давно осознана. Это выразилось в устроении храма в одной комнате дома водолечебного управления. Но удивительное дело! Для людей, приезжающих в Кеммерн лечиться, за болезненным состоянием едва ходящих по ровному месту, или даже хуже того: носимых на руках и возимых в повозках, устроен храм во втором этаже дома! Мало того: к этому храму был устроен ход неудобный, с задней стороны дома, ведущий богомольца мимо несовместных с святыней храма помещений… По крайней мере так было недавно… Может ли такой храм удовлетворять религиозным потребностям больных богомольцев ?! Вот почему по разузнании такого положения домового Кеммернского храма и неудовлетворяемости его религиозной нужде приезжающих сюда на лечение, мы уже три или четыре года тому назад начали хлопотать о построении здесь надлежащего храма, доступного для больных. Но как вообще в Прибалтийском крае, при построении православных храмов, всегда встречается много затруднений и препятствий, так и здесь — то же самое: немало пришлось встретить затруднений и в приобретении места под храм, и в получении строительного материала, и в изыскании денежных средств на построение храма. Но слава Богу и благодарение начальству!… Мы стоим теперь на том месте, лучшем в Кеммерне, которое даровано нам под построение храма, нам отпущен строительный материал; мы имеем около 5000 рублей на построение оного…»
В течение года храм был сооружён.
Храм расположен в живописной местности среди вековых дубов на площадке против так называемого «казённого дома», где помещается управление серных вод.
Сооружённый храм представляет собой, как с внутренней, так и внешней стороны весьма художественное здание, украшенное резьбой и состоящее собственно из храма и колокольни. Иконостас отличается художественностью и простотой. Средства на построение церкви образовались из доброхотных пожертвований. Особенно много помог сооружению храма г. Обер-Прокурор Святейшего Синода К. П. Победоносцев, пожертвовав 2000 руб. Составление плана и наблюдение за работами принял на себя безмездно прибалтийский архитектор В. И. Лунский.
Построение этого храма имело важное значение. Прежде всего оно было крайне необходимо для процветания лечебного заведения, и имело значение не только как прибежище для немощных и больных, но и служило показателем силы православия и его последовательного роста в Прибалтийском крае, а равным образом чуткости и отзывчивости к нуждам и интересам православия местного русского общества и светских деятелей конца XIX века.

10 июня 1894 года в Кеммернской церкви происходило редкое торжество — перенесение сюда присланных с Афона св. икон Божией Матери Скоропослушницы, Пресвятой Богородицы Иверской и св. великомученика и целителя Пантелеимона, с частицами св. мощей угодников Божиих: Пантелеимона, Космы и Дамиана безсребренников. По окончании церковного торжества в застольной речи староста Кеммернского храма Н. А. Жегунов выразил Высокопреосвященному Арсению особую благодарность от лица прихожан храма за устройство церкви:

«Ваше Высокопреосвященство! Нам известно какое сердечное участие принимаете Вы в устроении судеб местного храма; позвольте же мне, как церковному старосте, от лица временных прихожан сего храма принести Вашему Высокопреосвященству сердечную благодарность за архипастырские труды Ваши по устройству сего храма и пожелать Вам многая лета!»